# Bruno Jacoponi
Bruno Jacoponi (Livorno, 23 luglio 1895 – Santiago del Cile, 19 aprile 1979) è stato un calciatore italiano, di ruolo portiere.
Era chiamato anche Jacoponi I per distinguerlo da Gino, anch'egli calciatore del Livorno.

## Carriera
Con il Livorno disputò 22 gare con 19 reti subite nel campionato di Prima Divisione 1922-1923. Fu tra i primi calciatori italiani a migrare in Sudamerica, insieme al fratello: giocò infatti in Cile, con l'Audax Italiano.